# Salicylsäureisopentylester
Salicylsäureisopentylester oder auch Isoamylsalicylat ist der Isoamylester der Salicylsäure. Es ist eine farblose Flüssigkeit, die nach Orchideen riecht und in Wasser kaum löslich, aber löslich in Alkoholen ist. Der Flammpunkt liegt bei >100 °C.